# Питър Фиск
Питър Фиск (на английски: Peter Fisk) е британски изследовател на лидерството, преподавател по иновативно мислене и иновации в предприемачеството.

## Биография и дейност
Питър Фиск е роден през 1950 г. в Англия. Учи в средно училище „Томлинсън“ в Ротбъри и в гимназия „Крал Едуард VI“ в Морпет, Нортъмбърланд. Завършва бакалавърска степен по ядрена физика в университета на Съсекс, а докторска степен получава във Фрайбургския университет.
Той е професор по стратегия, иновации и маркетинг в IE Business School – висше бизнес училище в Мадрид. В същото време е основател и изпълнителен директор на консултантската фирма Genius Works.
Автор на книгата „Креативният гений“, издадена на български език през 2013 г.